# Eurodryas provincialis
Eurodryas provincialis är en fjärilsart som beskrevs av Jean Baptiste Boisduval 1840. Eurodryas provincialis ingår i släktet Eurodryas och familjen praktfjärilar. Inga underarter finns listade i Catalogue of Life.